# تسلسل مجازی
تسلسل مجازی (VCAT) یکی از مفاهیم در حوزهٔ تبادل داده‌ها است.
تسلسل مجازی عبارت است از روش ادغامی در استاندارد اس‌دی‌اچ (استانداردی برای ارتباطات سرعت بالا بر روی فیبر نوری) که در آن بار مفید (Payload)های با ظرفیت پایین به یکدیگر چسبانده می‌شوند تا بتوانند داده‌هایی با حجم‌هایی فراتر از ظرفیت خود را حمل کنند. این بخش‌های «ظرف مجازی» را می‌توان از مسیرهای مختلف و کاملاً جداگانه منتقل کرد.
تسلسل مجازی در استاندارد آی‌تی‌یو-جی.۷۰۴۳ آمده‌است.